# Álvaro Salazar
Álvaro Salazar (Porto, 1938) É um compositor, maestro, professor e crítico musical. 
Álvaro Salazar nasceu em 1938 no Porto, onde iniciou os estudos musicais que viria a concluir no Conservatório Nacional de Lisboa. Em 1962 formou-se em Direito na Universidade de Lisboa e mais tarde iria começar uma carreira diplomática que abandonou em 1972. Desde então, dedicou-se exclusivamente à música.
Os seus mestres foram Gilbert Amy (Análise), Hans Swarowsky e Pierre Dervaux (Condução de Orquestra). Como bolseiro da Fundação Calouste Gulbenkian participou GRM’s Electroacoustic Music Internship em Paris.
Foi-lhe unanimemente atribuído o grau mais elevado no exame final do curso de direcção, na École Normale de Paris. 
Como compositor, orador público e membro do júri, participou em diversos cursos e festivais internacionais (Brasil, Chile, Colômbia, Alemanha, Espanha, Itália e Polónia). Também esteve presente como convidado nos festivais de Royan, Varsóvia e Berlim Oriental. 
Foi o maestro principal do Grupo de Câmara do Festival do Estoril. 
Premiado com a Medalha de ouro de Mérito Municipal do Porto por serviços prestados. Atualmente é o presidente do Conselho Português de Música e membro do Conselho Diretivo da Sociedade Portuguesa de Autores.
O Prémio Almada (2003), na área da "Música", foi-lhe atribuído pelo Instituto das Artes (IA), do Ministério da Cultura, a par dos coreógrafos Olga Roriz e Rui Horta (Dança) e do encenador Jorge Silva Melo (Teatro) que declinaria o prémio.